# Dieter Rams
Dieter Rams (Weisbaden, Alemanya, 1932) és un arquitecte i dissenyador alemany.
Estudia arquitectura i disseny d'interiors a la Werkkunstschule de Weisbaden. S'inicia treballant a l'estudi de l'arquitecte Otto Apel a Francfort i el 1955 s'incorpora a la plantilla de l'empresa Braun com arquitecte i dissenyador d'interiors. Un any més tard comença a dissenyar productes per a aquesta empresa destacant l'equip d'alta fidelitat Phonosuper 5K4 o la ràdio portàtil Transistor 1. El 1961 és nomenat cap del departament de disseny de producte passant el 1968 a ser director de disseny de l'empresa. Els seus productes es caracteritzen pel funcionalisme i sobrietat estètica que es van convertir també en característiques dels dissenys de Braun en general. Al llarg de la seva carrera professional ha realitzat treballs en col·laboració amb altres dissenyadors com per exemple Hans Gugelot o Gabriel Lluelles amb el qual va dissenyar l'espremedora Citromatic MPZ-2 (1970).

## Llegat
La influència dels dissenys de Rams del S.XX es fa palesa en diversos productes recents d'Apple, com per exemple:
Disseny de Rams Vs Disseny d'Apple
- Ràdio T3 (1958) ⇒ iPod
- Altaveu LE1 (1959) ⇒ iMac
- Ràdio T1000 (1965) ⇒ PowerMac G5
- Televisor (post 1967) ⇒ iMac

## Els principis del "good design" (bon disseny)
Dieter Rams als anys 70 va introduir la idea del desenvolupament sostenible i va postular-se contrari a l'obsolescència que considerava un crim en el disseny. Es va plantejar si el seu era un bon disseny, i d'aquesta pregunta en va extreure el decàleg del "bon disseny" (good design en anglès) format per deu principis:
1. El bon disseny és innovador. Les possibilitats d’innovació no s'esgoten, en cap cas. El desenvolupament tecnològic sempre ofereix noves oportunitats per al disseny innovador. Però el disseny innovador sempre es desenvolupa de forma conjunta amb la tecnologia innovadora i mai no pot ser un fi en si mateix.
2. Un bon disseny fa que un producte sigui útil. Es compra un producte per utilitzar-lo. Ha de satisfer certs criteris, no només funcionals, sinó també psicològics i estètics. Un bon disseny posa èmfasi en la utilitat d’un producte, sense deixar de banda tot allò que possiblement en pugui restar.
3. Un bon disseny és estètic. La qualitat estètica d’un producte és fonamental per a la seva utilitat perquè els productes que fem servir cada dia afecten la nostra persona i el nostre benestar. Però només els objectes ben executats poden ser bells.
4. Un bon disseny fa que un producte sigui comprensible. Clarifica l'estructura del producte. Millor encara, pot fer parlar el producte. En el millor dels casos, s'explica per si mateix.
5. Un bon disseny és discret. Els productes que compleixen un propòsit són com eines. No són ni objectes decoratius ni obres d’art. Per tant, el seu disseny ha de ser neutre i moderat, per deixar espai a l'expressió personal de l’usuari.
6. Un bon disseny és honest. No fa que un producte sigui més innovador, potent ni valuós del que realment és. No intenta manipular el consumidor amb promeses que no es poden complir.
7. El bon disseny és durador. Evita estar de moda i, per tant, mai no apareix antiquat. A diferència del disseny de moda, dura molts anys, fins i tot a la societat actual de llençar.
8. Un bon disseny és complet fins a l’últim detall. Res no ha de ser arbitrari ni deixar-se a l’atzar. La cura i precisió en el procés de disseny mostren respecte cap a l'usuari.
9. Un bon disseny és respectuós amb el medi ambient. El disseny fa una important contribució a la preservació del medi ambient. Conserva els recursos i minimitza la contaminació física i visual durant tot el cicle de vida del producte.
10. Un bon disseny és el mínim de disseny possible. Menys, però millor, perquè es concentra en els aspectes essencials i els productes no estan carregats d'altres de no essencials. Tornar a la puresa, tornar a la simplicitat.

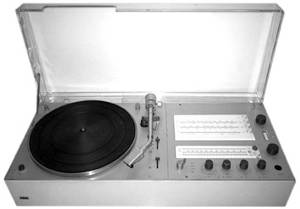
Braun audio 310
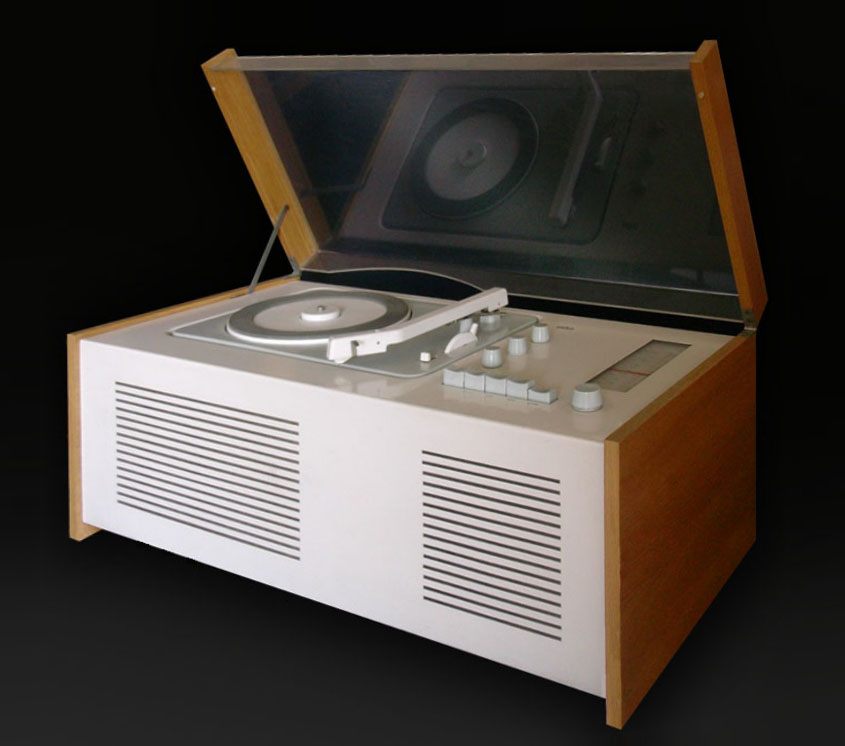
SK 61
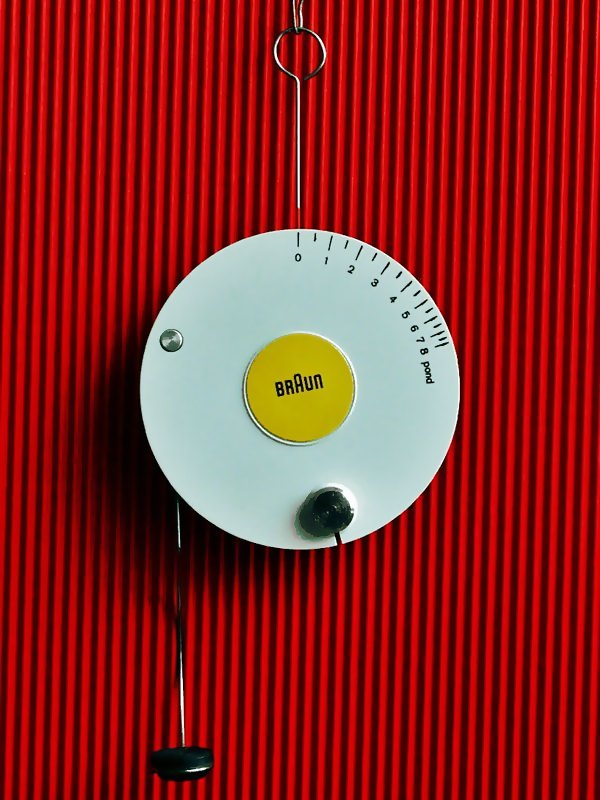
Tonarmwaage, 1962
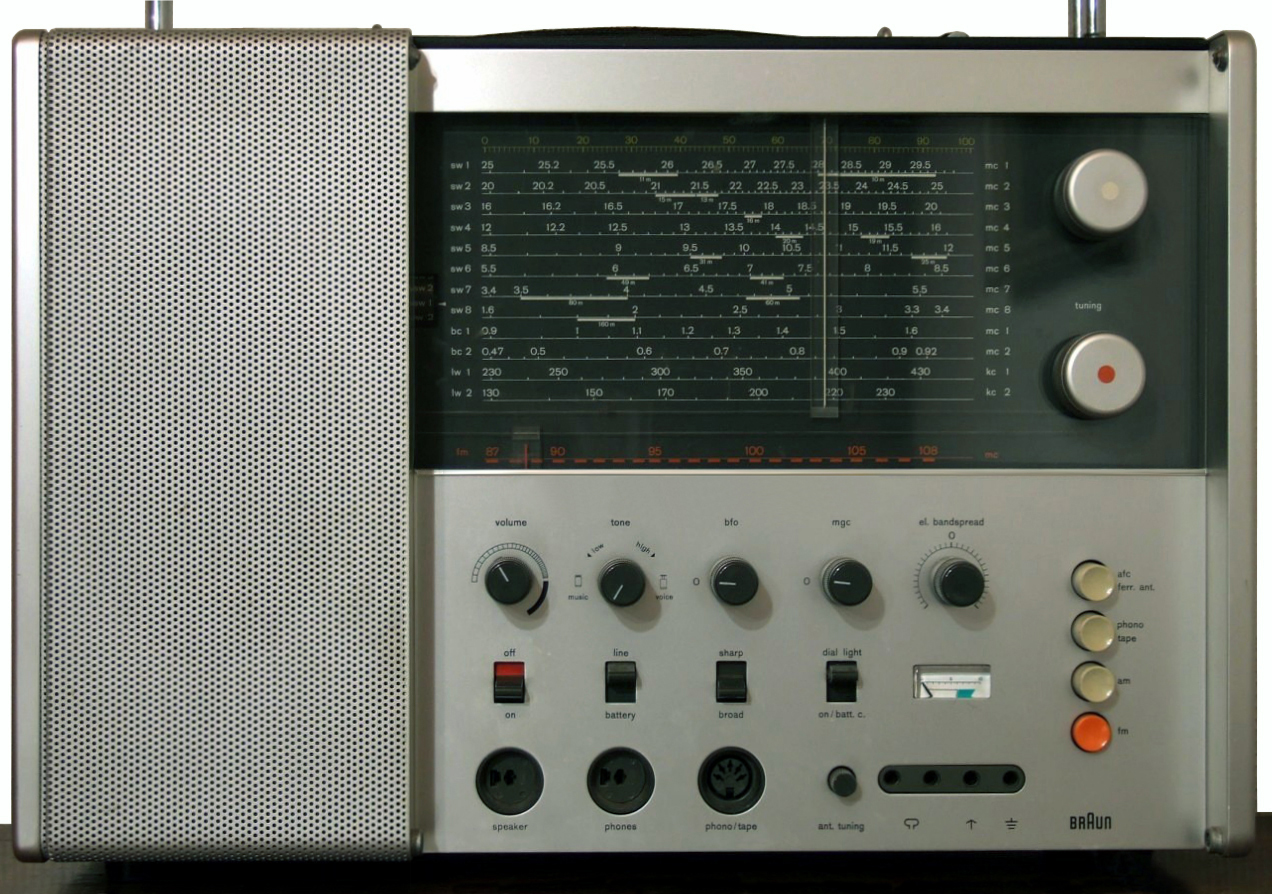
T 1000, 1963 T 1000 CD, 1968